# Pauli Bekehrung

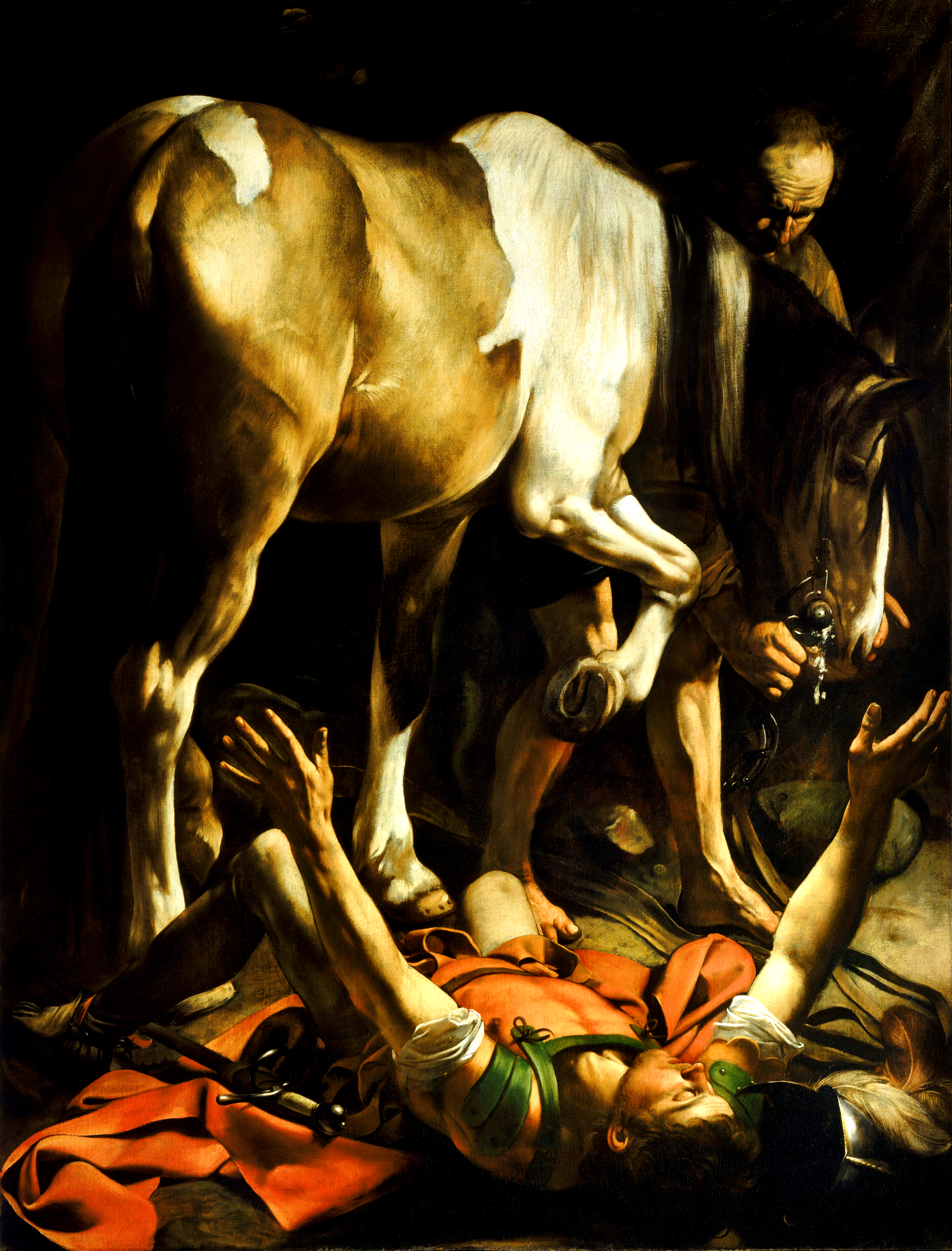
Die Bekehrung des Apostels Paulus, Caravaggio, Ölgemälde in Santa Maria del Popolo, Rom

Die Bekehrung des hl. Apostels Paulus (volkstümlich auch Pauli Bekehrung oder Pauli Bekehr) ist ein Fest im Kirchenjahr der katholischen Kirche, den orthodoxen, anglikanischen und evangelischen Kirchen. Es wird am 25. Januar gefeiert und erinnert an die Bekehrung des Apostels Paulus von Tarsus vor Damaskus, das Damaskuserlebnis.
In der katholischen Kirche ist das seit dem 8. Jahrhundert in Gallien bezeugte Fest im Allgemeinen Römischen Kalender, die liturgische Farbe ist weiß. Pauli Bekehrung ist für die evangelische Kirche ein im Evangelischen Gottesdienstbuch vorgesehener Gedenktag, die liturgische Farbe ist hier rot.

## Künstlerische Darstellung

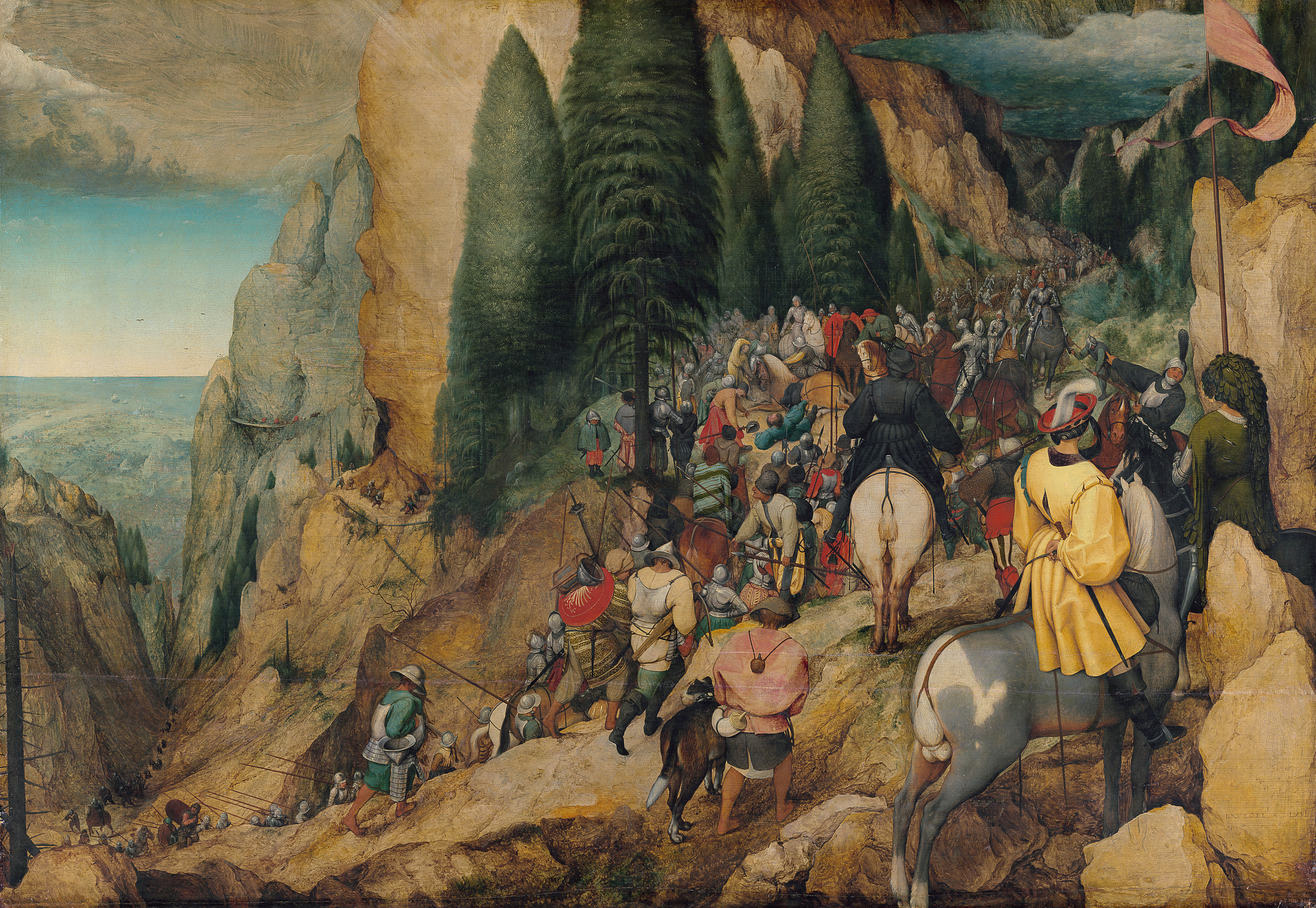
Die Bekehrung des Paulus, Pieter Bruegel der Ältere

Die Bekehrung des Apostels Paulus ist ein beliebtes Motiv in der Kunst; Beispiele dafür sind das Gemälde Die Bekehrung des Paulus von Pieter Bruegel dem Älteren, die gleichnamige Darstellung von Caravaggio in Santa Maria del Popolo in Rom oder jene von Michelangelo in der Capella Paolina im Vatikan. Obwohl in Apg 9,1 ff.  kein Pferd erwähnt wird („er fiel auf die Erde und hörte eine Stimme […]“), ist das Pferd aber in der ikonographischen Tradition unverzichtbar.

## Bauernregeln

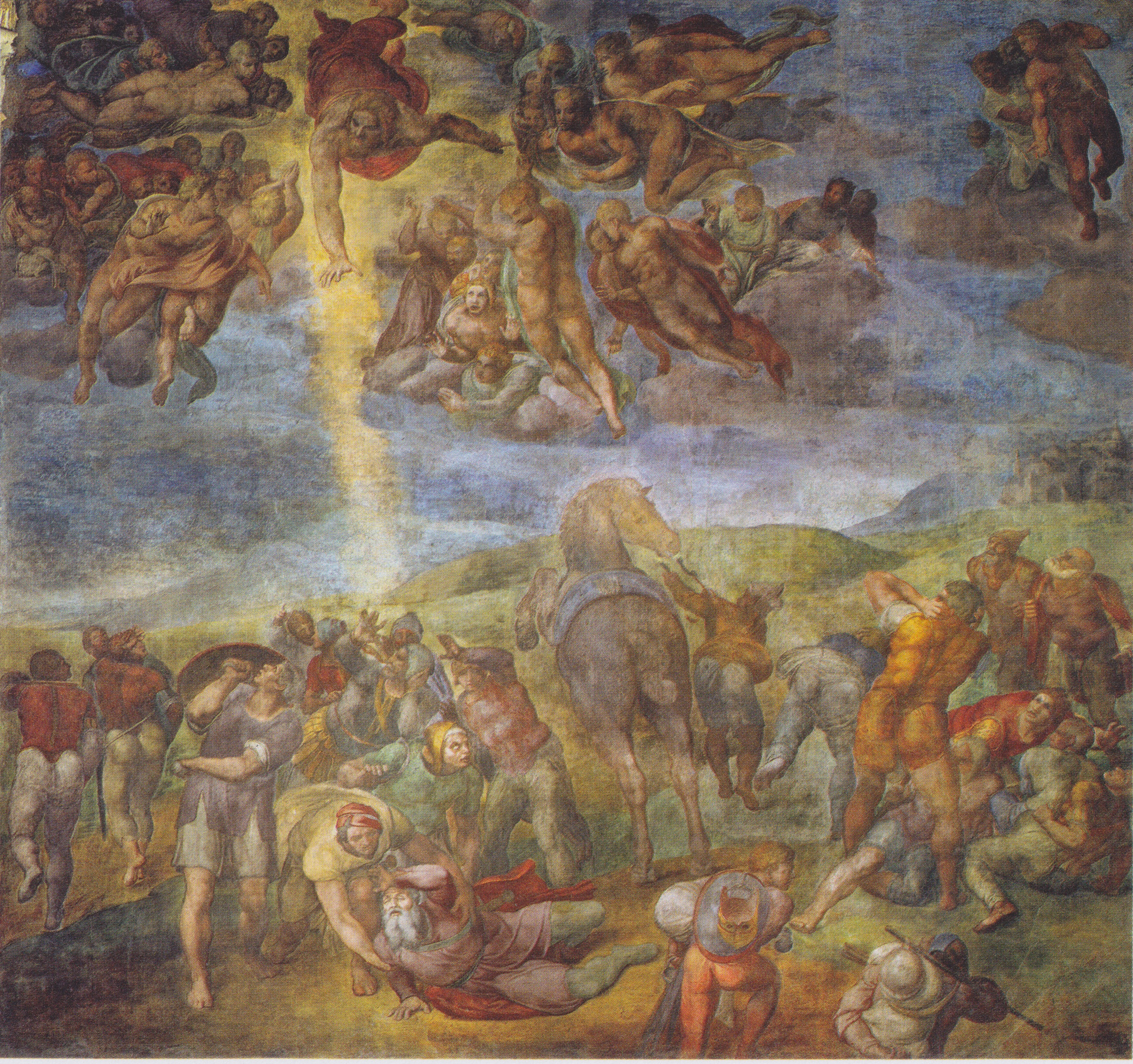
Bekehrung des Apostels Paulus, Michelangelo Buonarotti, Fresko in der Capella Paolina, 1542–45

Für Pauli Bekehrung gelten Wetterregeln:
- „An Pauli Bekehr ist der Winter halb hin und halb her.“
- „Pauli bekehr’ dich, halb Winter scher’ dich.“[2]
- „Wenn’s St. Pauli regnet oder schneit, folget eine teure Zeit.“
- „St. Pauli Bekehrung hell und klar, so hofft man auf ein gutes Jahr.“
- „Pauli klar, ein gutes Jahr. Pauli Regen, schlechter Segen.“